# Parafia Matki Bożej Pocieszenia w Krakowie
Parafia Matki Bożej Pocieszenia w Krakowie – parafia rzymskokatolicka należąca do dekanatu Kraków-Bieńczyce archidiecezji krakowskiej na os. Sportowym przy ulicy Bulwarowej.

## Historia parafii
29 sierpnia 1999, decyzją ks. kard. Franciszka Macharskiego powstał nowy ośrodek parafialny pod wezwaniem Matki Bożej Pocieszenia. Posługiwanie w tym ośrodku powierzono Stowarzyszeniu Apostolstwa Katolickiego – księżom pallotynom. Pierwszym proboszczem został ks. Józef Gwozdowski SAC.
7 listopada 2006, ks. kard. Stanisław Dziwisz wmurował kamień węgielny w budującym się kościele. Kamień ten został poświęcony już w 1997 na krakowskich błoniach, podczas pielgrzymki do Ojczyzny Jana Pawła II. Został także wmurowany kamień z grobu św. Piotra z Watykanu.
Kościół parafialny w budowie. Pod koniec roku 2011 ks. Józef Gwozdowski odszedł do innej parafii, a stanowisko proboszcza objął ks.Wiesław Wilmański.
7 sierpnia 2022 r. przy kościele odsłonięto ławeczkę z figurą ks. kard. Franciszka Macharskiego, której autorem jest prof. Mieszko Tylka. 

## Wspólnoty parafialne
- Parafialna Rada Duszpasterska
- Ruch Światło-Życie „Oaza”
- Służba Liturgiczna
- Piłkarska Drużyna Parafialna

## Szkoły parafialne
- Katolicka Szkoła Podstawowa im. św. Wincentego Pallottiego
- Publiczne Liceum Ogólnokształcące im. Królowej Apostołów

## Proboszczowie
- ks. Józef Gozdowski (1999–2011)
- ks. Wiesław Wilmański (2011–2022)[3][4]
- ks. Krzysztof Wojda (2022– )[5]

## Zasięg parafii
Ulice i osiedla: os. Krakowiaków 14-47, os. Sportowe, os. Zielone, ul. Bulwarowa, Odmogile, Stadionowa.